# ブリーズ (ロケット)
ブリーズ（露:Бриз, ローマ字表記:Briz, 日本語でそよ風の意）はロシアで開発された上段ロケットである。クルニチェフ国家研究生産宇宙センターで生産され、ロコット、プロトン、アンガラ・ロケットに搭載されて使用する。ブリーズ・シリーズはこれまでにブリーズ-Kを基本とし、ブリーズ-M、ブリーズ-KMの各派生形が開発されている。推進剤はN2O4とUDMHというハイパーゴリック推進剤を使用している。ブリーズ-Mにおいて、1基のRD-2000エンジンを使用し、推力19.6キロニュートン (4,400 lbf)、比推力326秒を得ており、一回の飛行で3,000秒間燃焼することが出来る。

## 特徴
ブリーズ上段ロケットは人工衛星を様々な軌道に投入するために設計された。 メインエンジンは一回の飛行で8回までの再着火能力を持っている。
軌道上での稼働時間は、ブリーズ-Mにおいて24時間であり、これは搭載された蓄電池の容量によって制限されている。標準的なプロトン-M/ブリーズ-Mでのミッション設定において、打ち上げから衛星分離までに掛かる全ての時間はおよそ9.3時間である。上段にブリーズ-Mを使ったプロトンでの打ち上げは宇宙機を地球離脱軌道に投入することもできる。
ブリーズは衛星と共にペイロードフェアリングに格納されるため、寸法を出来る限り小さく設計されている。前任のブロックD上段ロケットと比較して小型化したため、より大きな衛星を搭載できるようになった。プロトン-Mはブリーズ-Mと一緒に使えば4,385 kgの衛星を軌道に投入できる。例えばA2100AXのような衛星を、目標とする遠地点35,786 km、近地点7,030 km、軌道傾斜角17.3°の軌道に投入できる。
ブリーズ-Mはブリーズ-KMをコア・モジュールとして周囲を取り巻く切り離し可能なドーナッツ型の増槽が追加されている。ポンプ駆動で首振り可動式のRD-2000エンジン一基で推力を得ている。
ブリーズ-Mは、5645 kgのペイロードを静止軌道へ1500メートル毎秒の残余速度を持った状態で、静止トランスファ軌道へ投入することができ、二個以上の衛星の同時打ち上げにも対応する。その際、再着火能力を活かしそれぞれの衛星を違う軌道に投入することも出来る。
ブリーズ-KMは円錐形状のタンク区画と推薬タンクの窪まった場所に位置するエンジンで構成されたシングルピース構造であり、
ロコットの三段目として使われる。

## 派生型
ブリーズは少しずつ改良が施され様々な派生形がある。代表的なものを以下に示す。

### ブリーズ-K
正式名：14S12ブースター・ユニット・ブリーズ-K。
初期に生産されたバージョンであり、ロコットの三段目として1990年から1999年まで使われた。

### ブリーズ-M
正式名：14S43ブースター・ユニット・ブリーズ-M。
ブリーズ-Mはブリーズ-Kの周囲に増槽を装着し燃料搭載量を増加させた派生型でありプロトンに使用される。
ブリーズ-Mの初打ち上げは1999年7月5日であったが、この打ち上げはプロトンの不具合により失敗した。初めての成功は2000年6月6日、ゴリゾント衛星の打ち上げだった。
将来はアンガラ・ロケットA3 若しくは A5バージョンに、ブリーズ-Mを上段として使う事が予定されている。

### ブリーズ-KM
正式名：14S45ブースター・ユニット・ブリーズ-KM。
ブリーズ-Kを改良したバージョンでありロコットの三段目として使われる。ブリーズ-KMの初打ち上げは2000年05月16日、SimSat-1とSimSat-2の打ち上げであった。
将来はアンガラ・ロケット1.1バージョンに、ブリーズ-KMを上段として使う事が予定されている。

### ブリーズ-COP
現行型に軽量化し、搭載燃料を増加したうえで再設計したもの。現在開発中。

## 打ち上げ履歴(主要分のみ)
| 1999年7月5日   | 失敗 | ブリーズ-Mの初飛行だったが、プロトンロケット2段目の爆発で失敗。Raduga通信衛星を搭載していた。 |
| 2000年6月6日   | 成功 | ゴリゾント通信衛星。 |
| 2003年6月6日   | 成功 | Americom（アメリコム）通信衛星。 |
| 2003年12月10日 | 成功 | 3機のGLONASS航法衛星。 |
| 2006年2月28日  | 失敗 | 通信衛星Arabsat-4Mを搭載していたが、ブリーズ-Mの不調により衛星が予定外の軌道に投入された。その後このブリーズ-Mは2007年2月19日に突如爆発し、1000個以上のスペースデブリが生じた。 |
| 2007年4月10日  | 成功 | ANIK-F3通信衛星 |
| 2007年7月7日   | 成功 | DirecTV-10通信衛星 |
| 2007年9月6日   | 失敗 | プロトンロケットの1,2段分離トラブルで打ち上げ失敗。JCSAT-11通信衛星が搭載されていた。 |
| 2007年11月18日 | 成功 | SIRIUS-4通信衛星 |
| 2007年12月9日  | 成功 | Kosmos-2434軍事通信衛星 |
| 2008年1月28日  | 成功 | Express AM33通信衛星 |
| 2008年2月11日  | 成功 | THOR-5通信衛星 |
| 2008年3月14日  | 失敗 | 第二回目のエンジン噴射時にトラブルが発生し、AMC-14衛星が予定外の軌道に投入された。この失敗は排気ガス管路の破断が発生し、これによりブリーズ-Mエンジンに推薬を供給していたターボポンプが停止したことが原因であった。 |
| 2008年8月19日  | 成功 | インマルサット 4 F3 衛星を打ち上げた。 4月14日の失敗を受けて、ブリーズ-Mエンジンには配管の肉厚を厚くした新しい排気管路を取り付ける改良が為され、飛行を再開。 この改良は、この打ち上げ以降の全ての打ち上げに適用されている。 |
| 2008年9月20日  | 成功 | Nimiq-4。 |
| 2008年11月5日  | 成功 | Astra 1M |
| 2008年12月10日 | 成功 | Ciel-2。 |
| 2009年2月11日  | 成功 | Express-AM44とExpress-MD1 |
| 2009年4月3日   | 成功 | Eutelsat W2A通信衛星 |
| 2009年5月16日  | 成功 | ProtoStar 2通信衛星 |
| 2009年7月1日   | 成功 | Sirius FM-5。 |
| 2009年8月12日  | 成功 | AsiaSat-5通信衛星 |
| 2009年9月18日  | 成功 | Nimiq 5通信衛星 |
| 2009年11月25日 | 成功 | Eutelsat W7通信衛星 |
| 2009年12月29日 | 成功 | DirecTV 12通信衛星 |
| 2010年1月28日  | 成功 | Raduga-1M通信衛星 |
| 2010年2月12日  | 成功 | Intelsat 16通信衛星 |
| 2010年3月21日  | 成功 | EchoStar 14通信衛星 |
| 2010年4月24日  | 成功 | SES-1通信衛星 |
| 2010年6月4日   | 成功 | BADR-5（Arabsat-5B）通信衛星 |
| 2010年7月11日  | 成功 | EchoStar 15通信衛星 |
| 2010年10月15日 | 成功 | XM-5通信衛星 |
| 2010年11月14日 | 成功 | SkyTerra 1通信衛星 |
| 2010年12月26日 | 成功 | KA-SAT通信衛星 |
| 2011年2月1日   | 失敗 | ロコットでGeo-IK-2衛星を搭載してプレセツク宇宙基地から打ち上げたが、ブリーズ-KMの再着火に失敗。 |
| 2011年5月20日  | 成功 | Telstar 14R通信衛星 |
| 2011年7月15日  | 成功 | SES-3通信衛星、Kazsat-2通信衛星 |
| 2011年8月17日  | 失敗 | Ekspress-AM4衛星を搭載して打ち上げたが、ブリーズ-Mが第四回目の燃焼をしているとき、通信が途絶した。 |
| 2011年9月20日  | 成功 | ブリーズ-Mの飛行再開。Kosmos-2473 |
| 2011年9月29日  | 成功 | QuetzSat 1通信衛星 |
| 2011年10月19日 | 成功 | ViaSat-1通信衛星 |
| 2011年11月3日  | 成功 | 3機のGLONASS航法衛星 |
| 2011年11月25日 | 成功 | AsiaSat 7通信衛星 |
| 2011年12月11日 | 成功 | Amos 5通信衛星、Luch-5Aデータ中継衛星 |
| 2012年2月14日  | 成功 | SES-4通信衛星 |
| 2012年3月25日  | 成功 | Intelsat 22通信衛星 |
| 2012年4月24日  | 成功 | YahSat-1B通信衛星 |
| 2012年5月18日  | 成功 | Nimiq-6通信衛星 |
| 2012年7月10日  | 成功 | SES-5通信衛星 |
| 2012年8月6日   | 失敗 | ブリーズ-Mの3回目の噴射が途中で止まり、Telkom-3とEkspress-MD2通信衛星の打上げに失敗。推進薬が残っていたブリーズ-Mは、2012年10月16日に突如爆発しスペースデブリを飛散させた。 |
| 2012年10月14日 | 成功 | ブリーズ-Mの飛行再開。Intelsat 23通信衛星 |
| 2012年11月3日  | 成功 | Yamal 300K通信衛星と、Luch-5Bデータ中継衛星 |
| 2012年11月20日 | 成功 | EchoStar 16通信衛星 |
| 2012年12月8日  | 失敗 | ブリーズ-Mの4回目の噴射が4分早く終了したため、予定していた静止軌道へYamal 402通信衛星を投入できなかった。この失敗により、プロトン-M/ブリーズ-Mの構成による打ち上げは16ヶ月間のうちに3回の失敗を重ねたこととなり、また3回の失敗はいずれもブリーズ-Mの異常に起因するものであった。なおYamal402はその後、衛星本体の推進剤を噴射して静止軌道へ移動した。 |
| 2013年1月15日  | 成功 | Rockotロケット(ブリーズ-KM)でKosmos衛星3機を打上げ、衛星投入には成功。通常ブリーズ-KMは衛星を放出した後は高度を下げる燃焼が行われるが、高度低下が確認できなかったため、問題が起きたと推測された。この後、8ヶ月間打ち上げは行われず、再発防止策が行われた模様。                                                                                       |
| 2013年3月26日  | 成功 | SatMex-8通信衛星 |
| 2013年4月15日  | 成功 | Anik-G1通信衛星 |
| 2013年5月14日  | 成功 | Eutelsat-3D通信衛星 |
| 2013年6月3日   | 成功 | SES-6通信衛星 |
| 2013年9月11日  | 成功 | ロコット(ブリーズ-KM)、Gonet D1M通信衛星 3機 |